# Boogveld

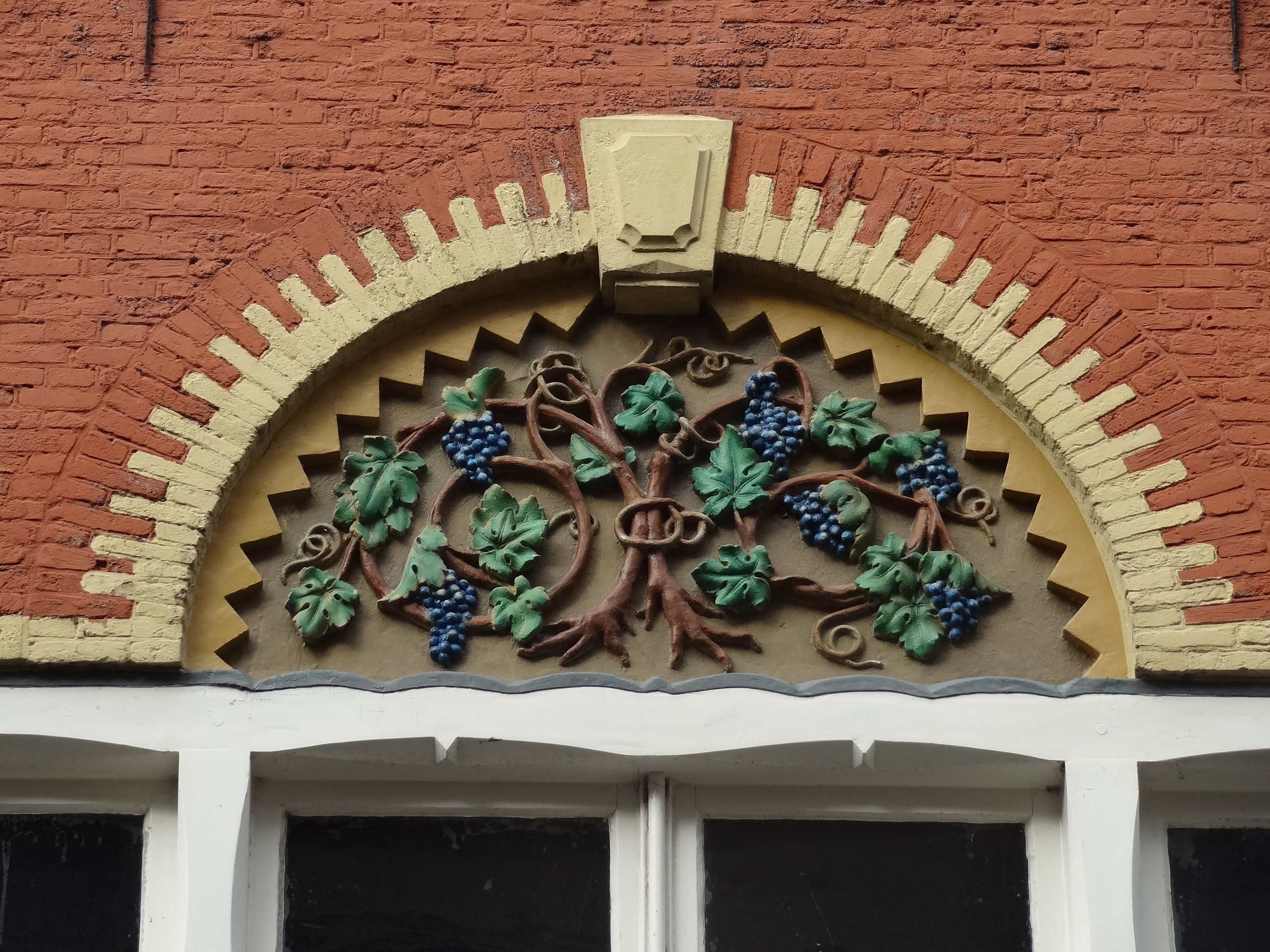
Een ingevuld boogveld in de Kerkstraat in Hoorn. Het veld toonde het beroep van de eigenaar: wijnhandelaar.

Het boogveld is in de bouwkunde de opgevulde ruimte onder een blindboog. In de strikte zin wordt dit beperkt door de boog en de lijn tussen de twee aanzetpunten, maar bij uitbreiding wordt het ook wel voor het hele veld van een blinde nis gebruikt.

## Decoratie
Bij een boogfries worden de boogvelden meestal neutraal gehouden of krijgen ze een tegenkleur, zodat de nadruk op de vorm komt te liggen. Waar een blindboog gebruikt wordt als verdubbeling van een open boog, wordt het boogveld veelal gevuld met een schildering. Voor boogvelden op gevels worden vaak mozaïeken gebruikt. Soms is het symbool of de tekst op het boogveld juist de reden voor de blindboog, in plaats van andersom. Dat is het geval bij blindboogjes op een gevel, waar de boogvelden een wapen laten zien of het bouwjaar.

## Boogtrommel
Het boogveld boven een deur heet een boogtrommel, ook wel timpaan. Sinds de 11e eeuw wordt, vooral in kerken, dit type boogveld in reliëf versierd.